# Гарсия Кехидо, Антонио
Антонио Гарси́я Кехи́до (исп. Antonio García Quejido; 16 февраля 1856, Мадрид — 12 июня 1927, Мадрид) — испанский политический и профсоюзный деятель, первый председатель Всеобщего союза трудящихся, первый генеральный секретарь Коммунистической партии Испании.

## Биография
По профессии типографский рабочий, Гарсия Кехидо вступил в кружок мадридских марксистов, организованный Пабло Иглесиасом. 2 мая 1879 года на основе этой группы, известной как «Новая мадридская федерация», была учреждена Испанская социалистическая рабочая партия (ИСРП), Гарсия Кехидо стал одним из её лидеров. 18 января 1881 года был избран секретарем Центрального комитета ИСРП. В 1884 году принял участие в работе Комиссии по социальным реформам. В августе 1888 года Гарсия Кехидо был одним из инициаторов созыва учредительного Всеобщего союза трудящихся (ВСТ), и был избран его председателем, пробыв на этом посту до 1892 года. Представлял ВСТ на конгрессах Второго интернационала в Цюрихе (1893), Лондоне (1896) и Париже (1900), а также на съезде Международной конфедерации профсоюзов в Штутгарте (1902). В августе 1897 году Гарсия Кехидо был избран секретарём национального комитета ИСРП. В 1909—1913 годах — депутат городского совета Мадрида. С 1912 года Гарсия Кехидо работал редактором ежедневной газеты El Socialista, печатного органа ИСРП. В 1918 году стал заместителем председателя ИСРП.
Возглавляя левое крыло ИСРП, Гарсия Кехидо приветствовал победу Октябрьской революции в России и выступал за вступление ИСРП в Третий интернационал. По итогам внутрипартийной борьбы по этому вопросу произошел раскол, и 13 апреля 1921 года Гарсия Кехидо стал одним из соучредителей Испанской коммунистической рабочей партии, которая в ноябре того же года объединилась с Испанской коммунистической партией в Коммунистическую партию Испании (КПИ). В 1921—1923 годах Гарсия Кехидо — генеральный секретарь КПИ. После выборов 1923 года сложил с себя полномочия генерального секретаря и с тех пор не занимал сколько-нибудь значимых постов.
В 1901 году под его редакцией вышел первый том «Капитала» Маркса, в том же году Антонио Гарсия Кехидо учредил журнал La Nueva Era, пропагандировавший марксистские идеи в Испании.

## Сочинения
- 1905 — «Пабло Иглесиас и Социалистическая партия» (Pablo Iglesias y el Partido Socialista), биография Пабло Иглесиаса (под псевдонимом «Фидель»)
- 1923 — «Карл Маркс и Интернационал» (Carlos Marx y la Internacional)
- 1928 — «Очерки по социальной экономике» (Ensayos de economía social)